# Public Knowledge Project
El Public Knowledge Project PKP, es una iniciativa de investigación sin ánimo de lucro de la Facultad de Educación de la Universidad de British Columbia, el Centro Canadiense para estudios en publicación en la Universidad Simon Fraser, la biblioteca de la Universidad Simon Fraser, y la Universidad de Stanford. 
Está enfocada en la importancia de hacer los resultados de investigaciones públicas, disponibles de manera gratuita a través de políticas de acceso abierto, y en desarrollar estrategias para hacer esto posible. Busca mejorar la calidad de la investigación académica a través del desarrollo de ambientes colaborativos web innovadores.